# Katarzynowo (Prostki)
Katarzynowo (deutsch Katrinowen, 1938 bis 1945 Katrinfelde) ist ein Ort in der polnischen Woiwodschaft Ermland-Masuren, der zur Gmina Prostki (Landgemeinde Prostken) im Powiat Ełcki (Kreis Lyck) gehört.

## Geographische Lage
Katarzynowo liegt im südlichen Osten der Woiwodschaft Ermland-Masuren, 17 Kilometer südöstlich der Kreisstadt Ełk (Lyck).

## Geschichte
Um 1600 wurde der nach 1818 Catrinowen, bis 1938 Katrinowen genannte Ort gegründet. 
Im Jahr 1874 wurde er in den neu errichteten Amtsbezirk Wischniewen (1938 bis 1945 Kölmersdorf, polnisch Wiśniowo Ełckie) eingegliedert. Er gehörte bis 1945  zum Kreis Lyck im Regierungsbezirk Gumbinnen (ab 1905: Regierungsbezirk Allenstein) in der preußischen Provinz Ostpreußen.
Der Gutsbezirk Katrinowen zählte im Jahr 1910 insgesamt 101 Einwohner. 
Aufgrund der Bestimmungen des Versailler Vertrags stimmte die Bevölkerung im Abstimmungsgebiet Allenstein, zu dem Katrinowen gehörte, am 11. Juli 1920 über die weitere staatliche Zugehörigkeit zu Ostpreußen (und damit zu Deutschland) oder den Anschluss an Polen ab. In Katrinowen stimmten 40 Einwohner für den Verbleib bei Ostpreußen, auf Polen entfiel keine Stimme.
Am 30. September 1928 gab er seine Eigenständigkeit auf und wurde in die benachbarte Landgemeinde Goldenau (polnisch Kopijki) eingemeindet. 
Am 3. Juni des Jahres 1938 wurde das Dorf aus politisch-ideologischen Gründen der Abwehr fremdländisch klingender Ortsnamen in „Katrinfelde“ umbenannt.
In Kriegsfolge kam das Dorf 1945 mit dem gesamten südlichen Ostpreußen zu Polen und erhielt die polnische Namensform „Katarzynowo“. Heute ist es Sitz eines Schulzenamtes (polnisch Sołectwo) und als solches eine Ortschaft im Verbund der Gmina Prostki (Prostken) im Powiat Ełcki (Kreis Lyck), bis 1998 der Woiwodschaft Suwałki, seither der Woiwodschaft Ermland-Masuren zugeordnet.

## Religionen
Bis 1945 war Katrinowen in die evangelische Kirche Wischniewen (1938 bis 1945 Kölmersdorf, polnisch Wiśniowo Ełckie) in der Kirchenprovinz Ostpreußen der Kirche der Altpreußischen Union sowie in die römisch-katholische Kirche St. Adalbert in Lyck (polnisch Ełk) im Bistum Ermland eingepfarrt.
Heute gehört Katarzynowo katholischerseits zur Pfarrei in Wiśniowo Ełckie im Bistum Ełk der Römisch-katholischen Kirche in Polen. Die evangelischen Einwohner halten sich zur Kirchengemeinde in der Kreisstadt Ełk (Lyck), einer Filialgemeinde der Pfarrei in Pisz (Johannisburg) in der Diözese Masuren der Evangelisch-Augsburgischen Kirche in Polen.

## Verkehr
Katarzynowo ist von Kopijki (Goldenau) aus direkt zu erreichen. Kopijki ist auch die nächste Bahnstation an der Kleinbahnlinie der Ełcka Kolej Wąskotorowa (ehemalige Lycker Kleinbahnen), die jedoch nicht mehr regulär befahren wird.